# Teide
A Teide hegy a Kanári-szigeteken, Tenerifén található, területileg La Orotava város fennhatósága alá tartozik.
3718 méter magas csúcsa Spanyolország és az Atlanti-óceán legmagasabb pontja. Az óceáni alapzattól mérve magassága 7500 méter. Ezzel a Hawaii-szigeteket kivéve a legmagasabb vulkán a világon. Az UNESCO és a NASA statisztikái szerint a harmadik legmagasabb vulkáni struktúra a Földön. Aktív, de szunnyadó vulkán, a világ harmadik legnagyobbika, legutóbb 1909-ben tört ki.  A Teide hegyszomszédaival (Pico Viejo és Montaña Blanca) egy központi vulkáni tömböt alkot. Egyike a Nemzetközi Vulkanológiai Egyesület (International Association of Volcanology and Chemistry of the Earth's Interior) által külön figyelt 16 Decade Volcanoes-nak, amely a Föld potenciálisan legveszélyesebb tűzhányóit listázza.
A vulkán és környéke a Teide Nemzeti Park (Parque Nacional del Teide) része, amelynek területe 18 990 hektár, és 2007 óta a világörökség része. A Teide Spanyolország leglátogatottabb természeti csodája, Spanyolország és Európa leglátogatottabb nemzeti parkja, sőt a világon is az egyik legnagyobb. 2016-ban több mint négymillió látogatója volt. A hegyen 2390 méteres magasságban van a Teide Obszervatórium. 

## Neve
Tenerife 1496-os spanyol gyarmatosítását megelőzően a bennszülött guancsok egy mitikus személyt emlegettek, amely a vulkánban élt, és uralta a fényt és a napot. A „Teide” nevet ma személynévként is használják.

## Legendák

A Teide körüljárása 3D animációval

A bennszülött guancsok számára Teide olyan szent hegy volt, mint az ókori görögök számára az Olümposz. A legenda szerint Guayota (az ördög) elrabolta Magecet, a fény és a nap istenét, és a vulkánba zárta, sötétségbe taszítva a világot. A guancsok a főistenhez, Achamánhoz folyamodtak segítségért, aki megközdött Guayotával, és Magec helyett őt zárta a hegybe. Kitörés idején hagyomány volt a guancsok közt, hogy tüzeket gyújtsanak a hegyen elijeszteni Guayotát. Guayotát gyakran fekete kutya képviseli, akit démonok (tibicena) kísérnek.
A guancsok úgy hitték, hogy a Teide támasztja alá az eget. A hegyen sokhelyütt bukkantak elrejtett kőeszközök és edények maradványaira. Ezek rituális áldozatok lehettek a gonosz szellemek befolyásolására, a berber kabilok áldozataihoz hasonlóan. A guancsok hiedelemvilága szerint a hegy a gonoszt rejtette. A hawaii mitológiában is szerepel egy vulkánt lakó isteni alak, Pele istennő, akit a Kīlauea kitöréseiért tartottak felelősnek.

## Kitörései

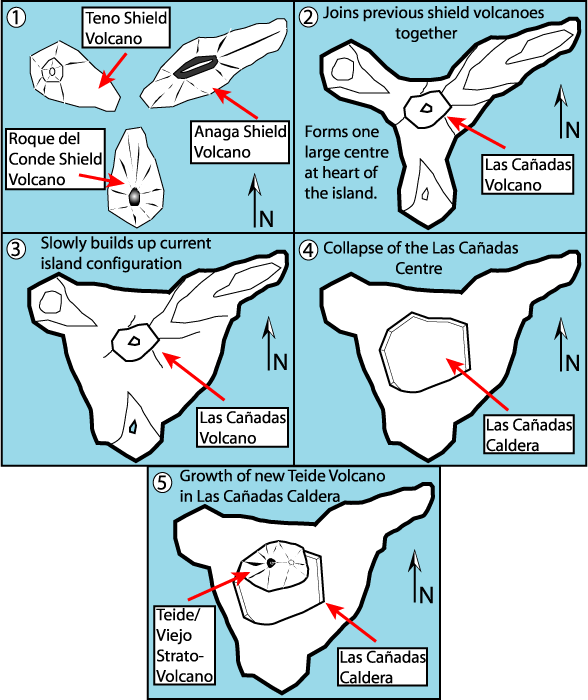
A Teide kialakulása

A Teide legutóbb 1909-ben tört ki, a Santiago ormon elhelyezkedő El Chinyero kürtőn keresztül. A feljegyzett kitörések közül a Santiagóhoz, illetve az északnyugati hasadékhoz kötődik az 1492-es Boca Cangrejom, az 1706-os Montañas Negras,  az 1798-as Narices del Teide (vagy Chahorra) és az 1909-es El Chinyero kitörés, illetve a Cordillera Dorsalhoz vagy északkeleti hasadékhoz az 1704-es Fasnia és az 1705-ös Siete Fuemtes és Arafo kitörések. Az 1706-os kitörés elpusztította Garachico városát, kikötőjét és több falut.
A vulkáncsoporthoz tartozó Pico Viejo nyugati oldalán 1798-ban volt kitörés. A Las Cañadas kalderát részben megtölti a Pico Viejo, a Teide és a Montaña Blanca kivetette anyag. A legutóbbi robbanásos kitörés Montaña Blancán volt, mintegy 2000 évvel ezelőtt. A Las Cañadas kalderában a legutóbbi kitörés 1798-ban volt, a Narices del Teidéből („a Teide orrlyukai”). Ez egy stromboli típusú kitörés volt, a belőle származó láva ma is látható a Vilaflor–Chio út mellett. 
Kolumbusz, amikor az Újvilág felé tartva 1492-ben elhajózott Tenerife mellett, arról számolt be, hogy nagy tüzet látott az Orotavai-völgyben. Radiometrikus lávavizsgálatok alapján abban az évben a völgyben nem volt kitörés, a Boca Cangrejo kürtőben azonban igen.
A Teide csúcsa utoljára 850-ben tört ki, ebből a kitörésből származik a hegy oldalainak jórészét borító „Lavas Negras” (fekete láva). 
A 2000 méteres magasságban elhelyezkedő Las Cañadas kaldera egy 150 ezer éve bekövetkezett hatalmas robbanásos kitörésben keletkezett, amely a nyolcfokozatú vulkánkitörési index szerint 5-ös erősségű („pliniuszi”, katasztrofális) lehetett. A kaldera kiterjedése kelet-nyugati irányban 16, észak-nyugati irányban 9 kilométer. Guajaránál, a déli oldalon a belső fal szinte függőleges sziklaoldal 2100 és 2715 méteres magasság közt. A Teide 3718 méter magas fő csúcsa és 3134 méteres testvérvulkán, a Pico Viejo a kaldera északi felében helyezkednek el, és a nagy történelem előtti kitörést követő kitörésekből alakultak ki.

## Feljutás a csúcsra
A csúcsot elsőként Sir Edmund Scory érte el 1582-ben. Ma népszerű célpontja a kirándulóknak, mivel az év nagy részében hómentes, és sziklamászás nélkül elérhető.
A nemzeti parkot aszfaltút és menetrend szerinti buszjáratok kötik össze a turisták által látogatott városokkal, a hegy tövétől pedig kötélpályán lehet a csúcs közelébe feljutni. A felvonó felső állomásától kb. félórás gyalogút vezet a csúcsra, ehhez azonban előre engedélyt kell váltani.
A kötélpálya használata nélkül is fel lehet jutni a csúcsra. A feljutást segíti az Altavista menedékház 3260 méteren. A menedékházban a szállást előre le kell foglalni. A szállás egyben engedélyt biztosít a csúcs megmászására is az éjszakát követő reggelen.

## Galéria

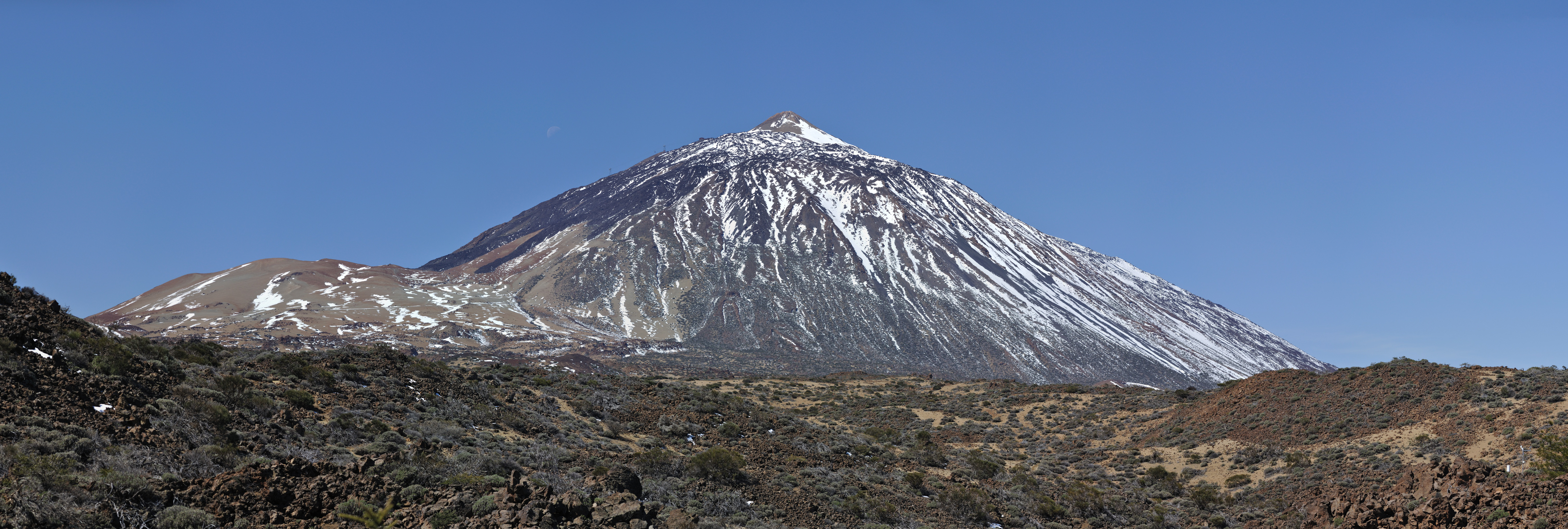
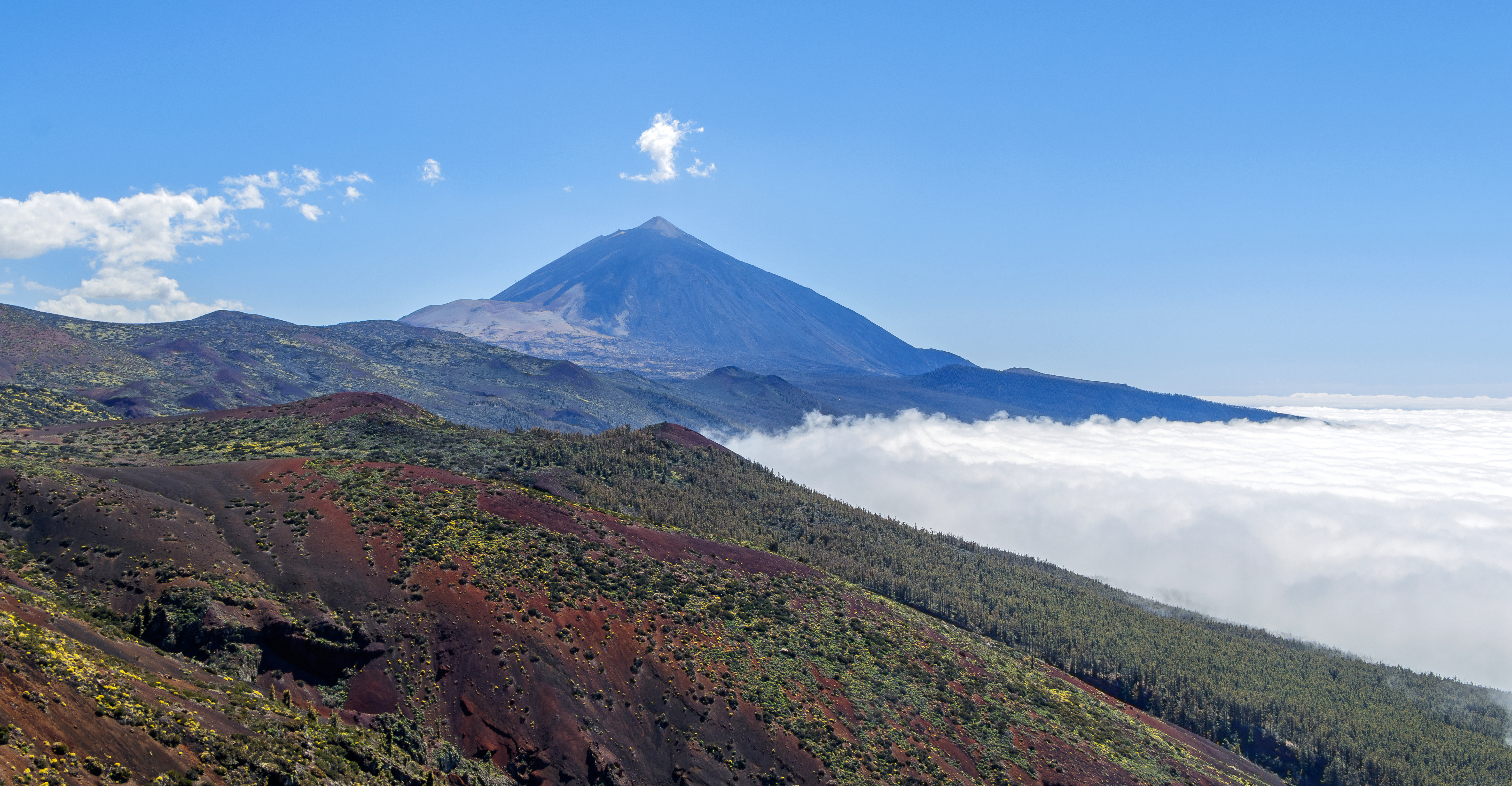
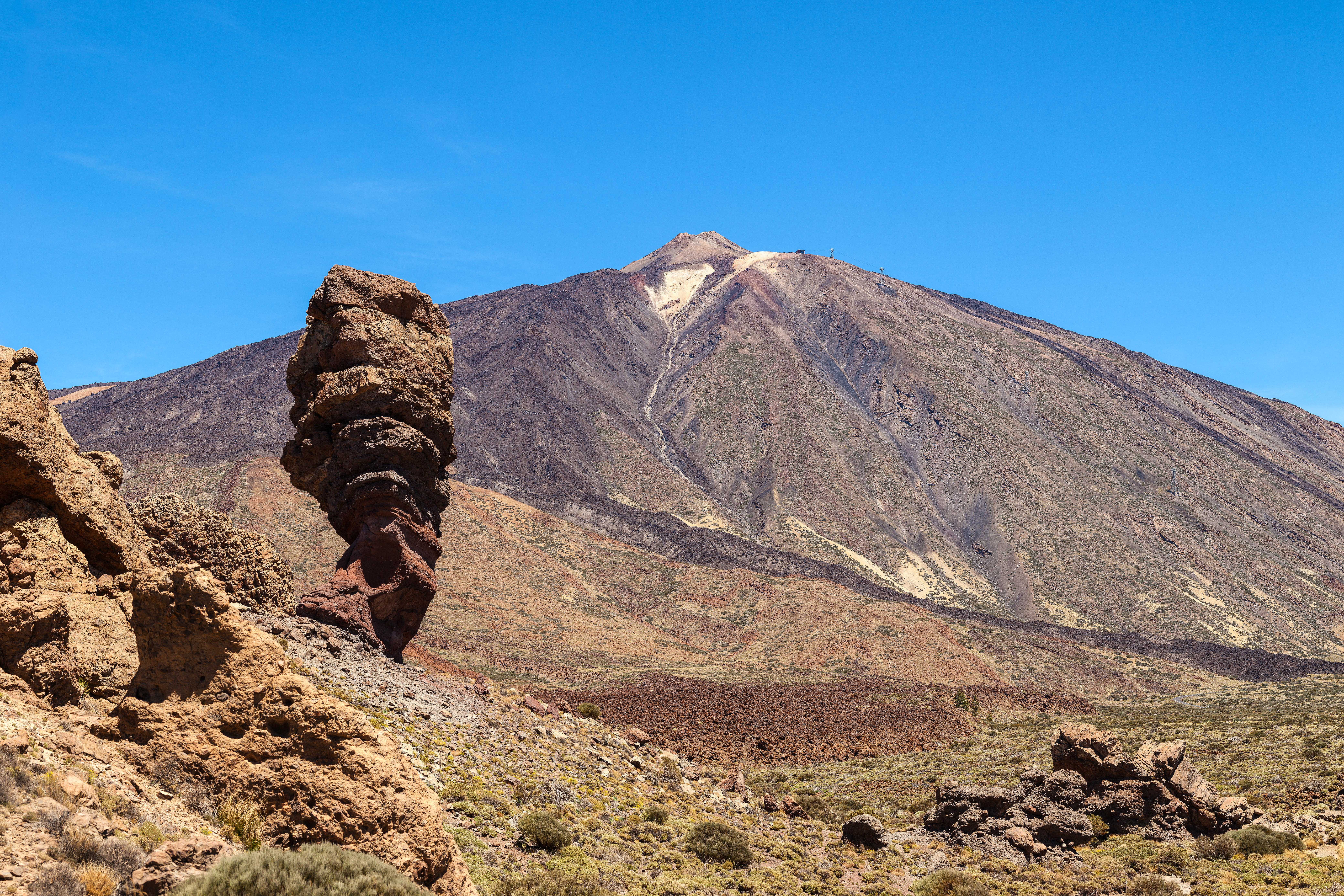
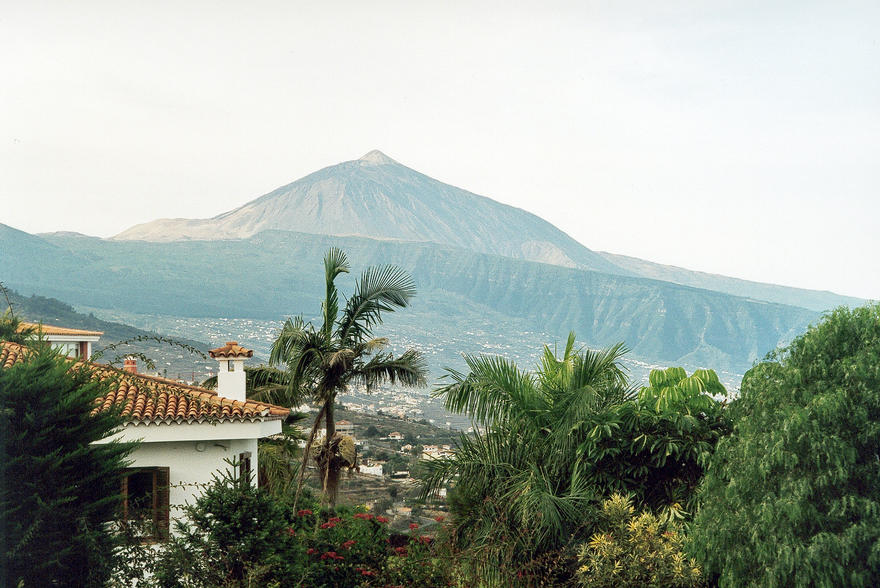
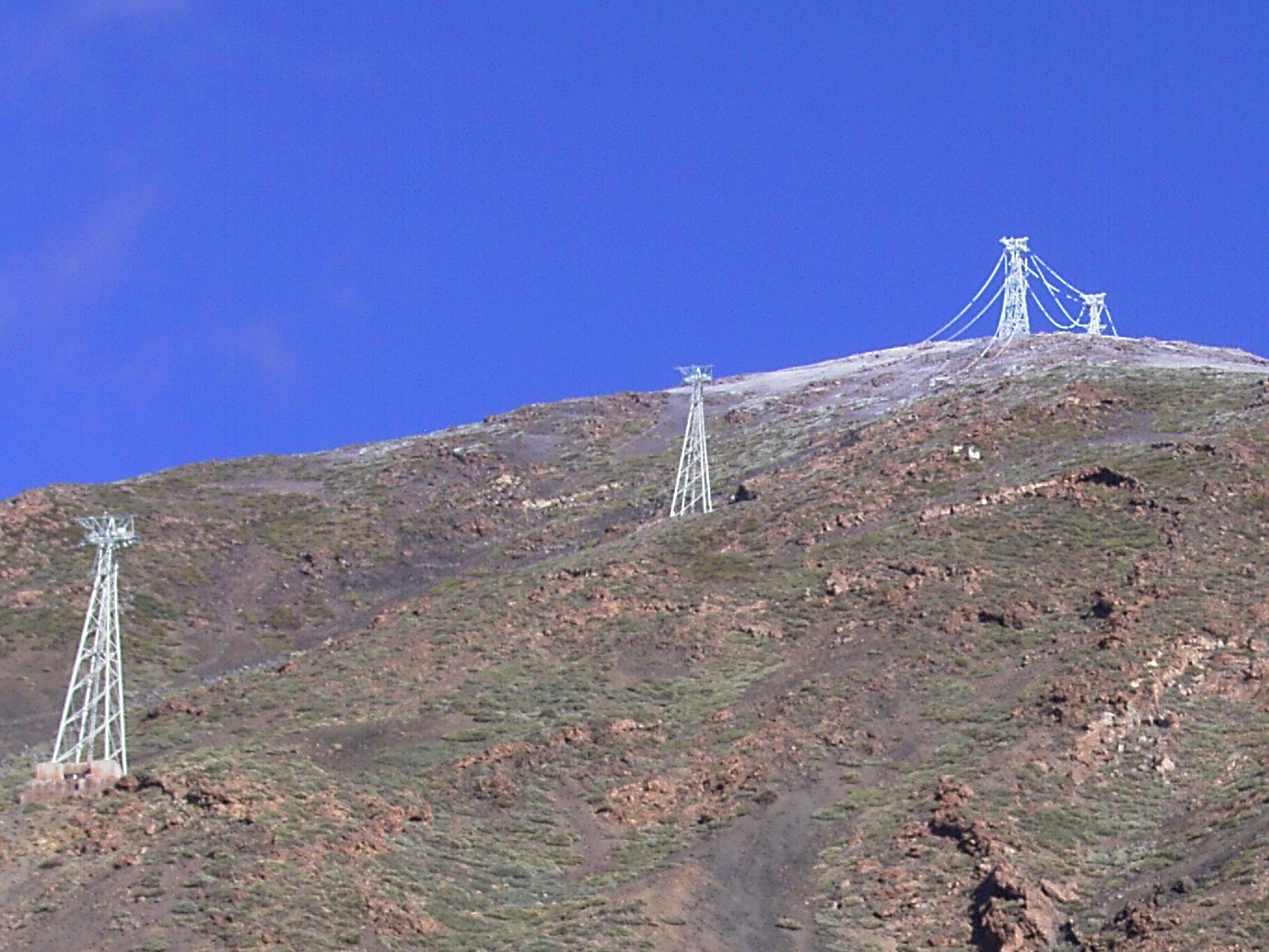
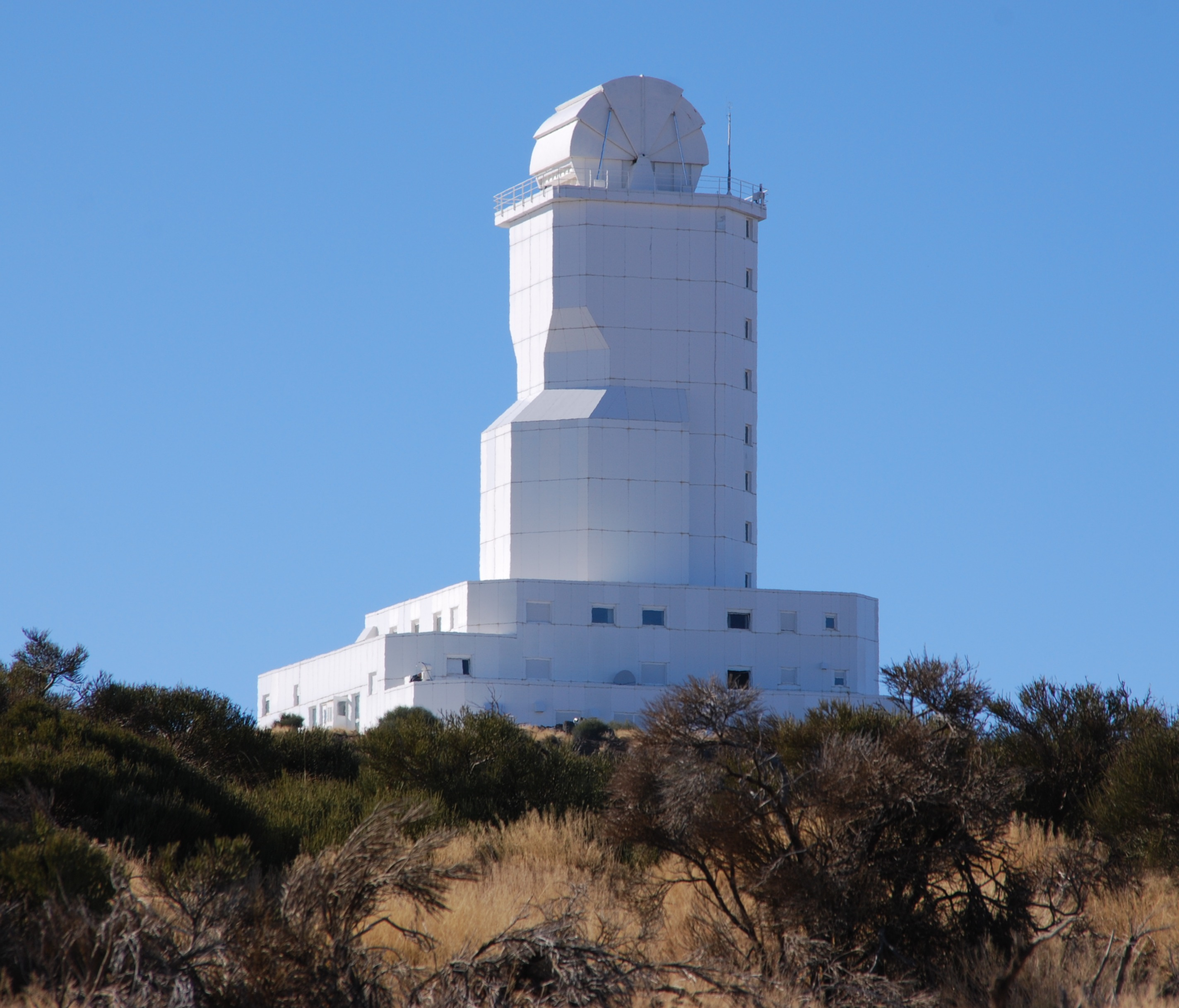

## Fordítás
Ez a szócikk részben vagy egészben  a   Teide című angol Wikipédia-szócikk ezen változatának fordításán alapul.  Az eredeti cikk szerkesztőit annak laptörténete sorolja fel. Ez a jelzés csupán a megfogalmazás eredetét és a szerzői jogokat jelzi, nem szolgál a cikkben szereplő információk forrásmegjelöléseként.